# Poraj (Silezië)
Poraj is een dorp in het Poolse woiwodschap Silezië, in het district Myszkowski. De plaats maakt deel uit van de gemeente Poraj en telt 4 580 inwoners.